# Air Annobón
Air Annobón és una aerolínia de Guinea Equatorial que duu a terme vols regulars entre Malabo i Bata. La seva flota consisteix d'un sol Avro RJ85.

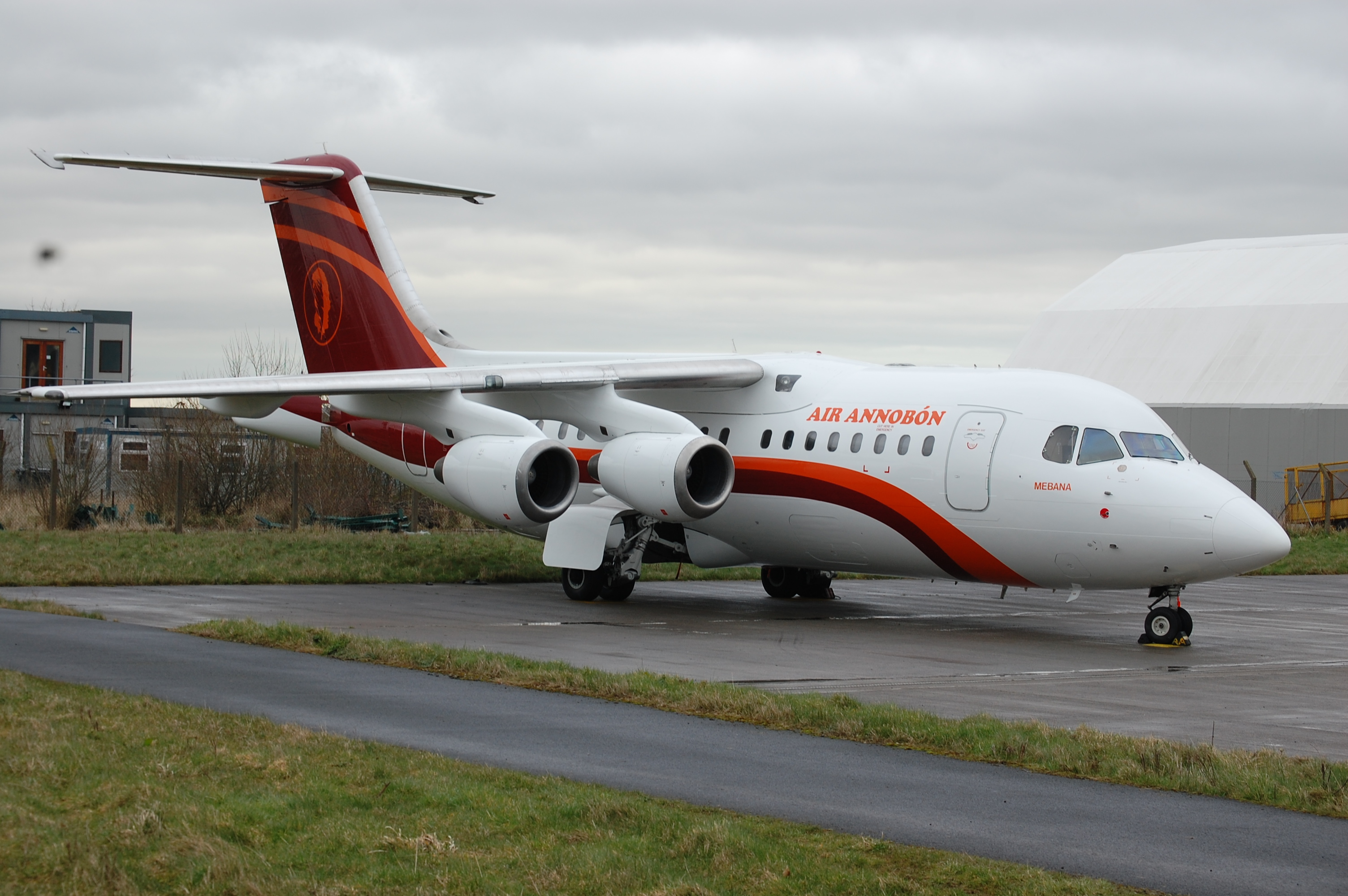
L'Avro RJ85 d'Air Annobón

## Història
Air Annobón fou fundada en 2012 per Cándido Nsue Okomo, director de GEPetrol i germà de l'esposa del president Teodoro Obiang Nguema Mbasogo. Ha llogat dos aparells BAe 146-300 de Fair Aviation amb base a Lanseria.
L'aerolínia va operar el seu vol inaugural el 25 de gener de 2013 entre Malabo i Bata.
A començaments de 2014, Air Annobón va rebre el lliurament d'un aparell Avro RJ85, antigament al servei de CityJet.

## Destinacions
Air Annobón vola a les següents destinacions:

## Flota
Air Annobón usa els següents aparells:
| Aparell   | En Servei | Ordres | Passatgers | Notes           |
| --------- | --------- | ------ | ---------- | --------------- |
| Avro RJ85 | 1         | —      | 96         | anomenat Mebana |